# Grace Is Gone
Grace Is Gone är en amerikansk långfilm från 2007 i regi av James C. Strouse, med John Cusack, Alessandro Nivola, Gracie Bednarczyk och Shélan O'Keefe i rollerna.

## Handling
Stanley Philips (John Cusack) har en fru i det militära. När han får reda på att hon dött vet han inte vad han ska ta sig till. Han tar med sig sina två unga döttrar ut på en roadtrip.

## Rollista
| John Cusack          | – Stanley Phillips      |
| Alessandro Nivola    | – John Phillips         |
| Gracie Bednarczyk    | – Dawn Phillips         |
| Shélan O'Keefe       | – Heidi Phillips        |
| Dana Lynne Gilhooley | – Grace Phillips        |
| Marisa Tomei         | – Kvinna vid pool       |
| Mary Kay Place       | – Kvinna vid begravning |

## Utmärkelser
Golden Globes
- Nominerad: Bästa musik (Clint Eastwood)
- Nominerad: Bästa sång i en film, för "Grace Is Gone" (Clint Eastwood och Carole Bayer Sager)